# 데이비드 밀리밴드

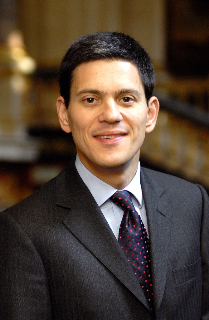

데이비드 라이트 밀리밴드(David Wright Milliband, 1965년 7월 15일 ~ )는 국제구조위원회의 회장 겸 최고경영자 (CEO)이자 전 영국 노동당 정치인이다. 그는 2007년부터 2010년까지 외무부 장관 2001년부터 2013 년까지 South Shields에서 하원의원 (MP)을 역임했다. 그와 그의 형제 에드 밀리밴드는 1938년 에드워드 경과 올리버 스탠리 이후로 동시에 내각에 선출된 최초의 형제자매였다.
그는 공공정책연구소에서 경력을 시작했다. 29세의 나이에 토니 블레어의 정책 책임자가 되었으며 당을 집권시킨 1997년 영국 총선을 위한 노동당의 선언문에 기여했다. 블레어는 이후 1997년부터 2001년까지 그를 총리 정책 부서의 책임자로 임명했으며, 이 시점에서 밀리밴드는 South Shields 의석을 위해 의회에 선출되었다.
밀리밴드는 2006년 환경 장관 내각에 합류하기 전에 교육 및 기술부(Department for Education and Skills)를 포함한 다양한 하급 장관직에서 몇 년을 보냈다. 이 직책에서 그의 임기는 기후 변화가 정책 입안자들의 우선 순위로 통합되는 것을 보았다. 2007년 고든 브라운 총리의 뒤를 이어 밀리밴드는 외무장관으로 승진했다. 41세의 나이에 그는 30년 전 데이비드 오웬 이후 최연소로 그 직책을 맡게 되었다. 2010년 9월 밀리밴드는 노동당 지도부 선거에서 동생 에드에게 간신히 패배했다. 2010년 9월 29일 그는 동생과의 "끊임없는 비교"를 피하기 위해, 그리고 "분열이 없는 곳에서 분열을 찾고, 존재하지 않는 곳에서 분열을 찾으려는 끊임없는, 산만하고 파괴적인 시도로 인해 모두 손해를 입었다"고 발표했다. 당의 대의를 위해" 그는 그림자 내각을 지지하지 않을 것이다.
2013년 4월 15일 밀리밴드는 South Shields에서 보궐 선거를 촉발한 New York City의 국제 구조 위원회 위원장 겸 CEO 자리를 차지하기 위해 의회에서 사임했다.